# Escudo de la República Dominicana
El Escudo de armas de la República Dominicana es el emblema heráldico que representa al país y que, junto con la Bandera y el Himno Nacional, tiene la categoría de símbolo patrio.
La existencia del escudo está consagrada en la constitución de la República Dominicana, que lo describe de la siguiente manera:

Artículo 32.- Escudo Nacional. El Escudo Nacional tiene los mismos colores de la Bandera Nacional dispuestos en igual forma. Lleva en el centro la Biblia abierta en el Evangelio de San Juan, capítulo 8, versículos 31-32, y encima una cruz, los cuales surgen de un trofeo integrado por dos lanzas y cuatro banderas nacionales sin escudo, dispuestas a ambos lados; lleva un ramo de laurel del lado izquierdo y uno de palma al lado derecho. Está coronado por una cinta azul ultramar en la cual se lee el lema “Dios, Patria y Libertad”. En la base hay otra cinta de color rojo bermellón cuyos extremos se orientan hacia arriba con las palabras “República Dominicana”. La forma del Escudo Nacional es de un cuadrilongo, con los ángulos superiores salientes y los inferiores redondeados, el centro de cuya base termina en punta, y está dispuesto en forma tal que resulte un cuadrado perfecto al trazar una línea horizontal que una las dos verticales del cuadrilongo desde donde comienzan los ángulos inferiores.
Constitución de la República Dominicana

El ramo de laurel al lado izquierdo del escudo significa la inmortalidad y el ramo de palma al lado derecho representa la libertad. Cabe mencionar que este escudo es el único escudo nacional que posee una biblia.
El escudo está presente en todos los documentos oficiales emitidos por el estado dominicano, en las partes frontales de todas las oficinas públicas, organismos descentralizados, cortes, tribunales, juzgados y demás dependencias judiciales, fortalezas, destacamentos y demás dependencias de las Fuerzas Armadas y la Policía Nacional. También está presente en varios monumentos.

## Reseña Pública
El escudo de la República Dominicana fue creado en la época de la proclamación de la independencia nacional. El mismo ha experimentado un largo proceso de modificaciones sucesivas. La historia registra 21 escudos incluyendo el actual. 
El primer escudo de armas tenía dos ramas exteriores de laurel y debajo de éstas, formando un arco, aparecía una serpiente mordiendo y tragando su cola (signo de eterna evolución). En un tercer plano aparecía, abierto y en el centro, el libro de los Evangelios; detrás del libro había un trofeo de armas (una lanza y un fusil con bayoneta calada a la derecha, y un sable y una corneta a la izquierda); arriba del libro había una bandera dominicana. En segundo plano había dos banderas dominicanas y, en el cruce de las astas, había un gorro frigio (símbolo de la libertad). En primer plano, en la parte inferior, había una cinta ancha con las palabras "República Dominicana" y, a ambos lados en la parte inferior, dos cañones con sus respectivas balas esféricas en forma piramidal (véase la imagen a la izquierda).
Constituciones, leyes y decretos posteriores fueron modificando la estructura del escudo: se eliminaron los cañones (Constitución del 6 de noviembre de 1844), sustitución de una rama de laurel (primero por una de parra en 1848 y luego por una hoja de palma desde 1853), la bandera central fue sustituida por una cruz (1853), desaparición del trofeo de armas, del gorro frigio y de la serpiente, cuatro banderas cruzadas en lugar de dos, etc.
Aunque esta variedad de escudos fue apareciendo en el lapso de 1844 hasta el 1913, esto no significaba que el más reciente desplazara al anterior; eran usados indistintamente tanto unos como otros en documentos oficiales y a veces se combinaban unos con otros o se omitían detalles en algunos. Cada vez que se reformaba la Constitución, se hacían pequeñas correcciones al describir el escudo.
Solamente a partir del año 1913 se oficializó una uniformidad heráldica mediante decreto del 6 de febrero de 1913 expedido por el gobierno del Monseñor Adolfo Nouel, que establecía la forma actual. En el mismo decreto aparecía un diseño, hecho por Casimiro Nemesio de Moya, reproduciendo el Gran Sello de la Nación.

## Evolución
El escudo de la República Dominicana fue ligeramente cambiado unas veinte veces antes de alcanzar el diseño actual, que se hizo en el gobierno de Monseñor Nouel en 1913.

Armas bajo la Casa de Castilla
Las armas de los Habsburgo, con medios arcos añadidos a la corona
Las mismas armas, con los arcos de la corona doblados
Armas bajo la Casa de Borbón
Armas del Gobierno Provisional y de la Primera República Española
Escudo de armas menor de la Capitanía General de Santo Domingo
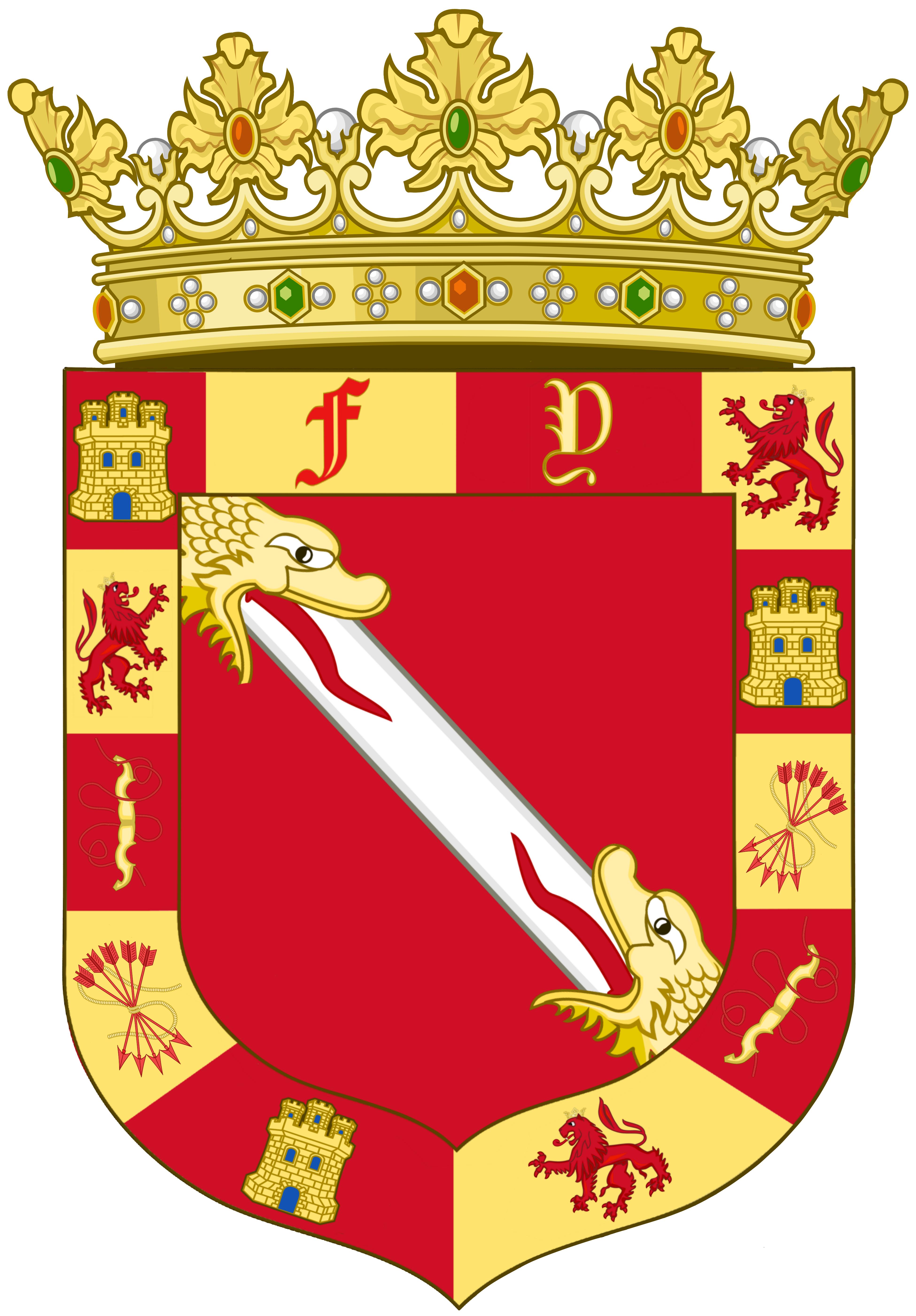
Escudo de armas mayor utilizado de 1861 a 1865
Reproducción del primer escudo nacional del que se tiene conocimiento
Escudo de armas de la República Dominicana (1861)
Actual Escudo de armas de la República Dominicana (1913-presente)
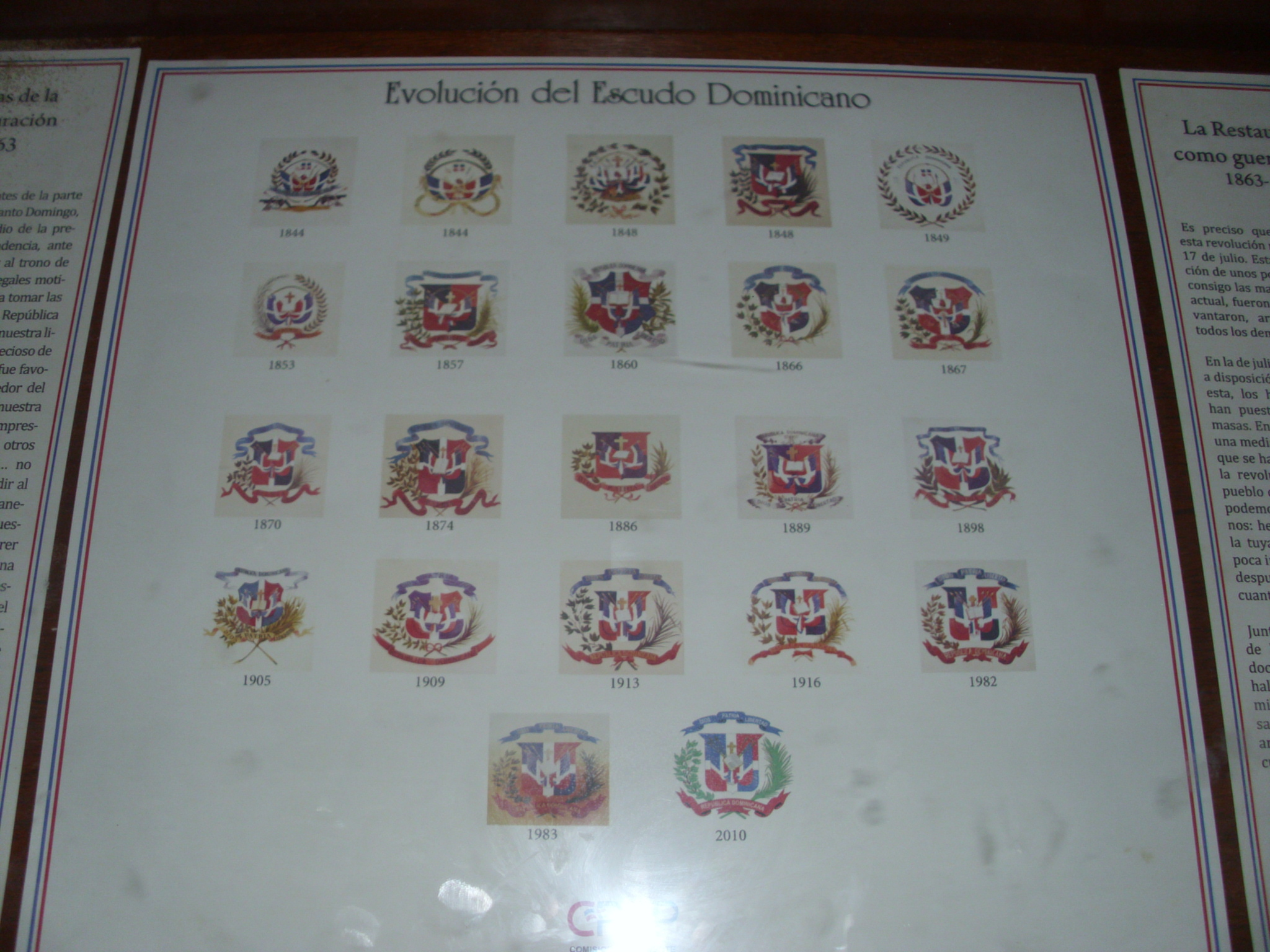
Evolución del Escudo de armas de la República Dominicana

## Escudos provinciales
| Provincia              | Escudo |
| ---------------------- | ------ |
| Azua                   |        |
| Bahoruco               |        |
| Barahona               |        |
| Dajabón                |        |
| Distrito Nacional      |        |
| Duarte                 |        |
| Elías Piña             |        |
| El Seibo               |        |
| Espaillat              |        |
| Hato Mayor             |        |
| Hermanas Mirabal       |        |
| Independencia          |        |
| La Altagracia          |        |
| La Romana              |        |
| La Vega                |        |
| María Trinidad Sánchez |        |
| Monseñor Nouel         |        |
| Monte Cristi           |        |
| Monte Plata            |        |
| Pedernales             |        |
| Peravia                |        |
| Puerto Plata           |        |
| Samaná                 |        |
| San Cristóbal          |        |
| San José de Ocoa       |        |
| San Juan               |        |
| San Pedro de Macorís   |        |
| Sánchez Ramírez        |        |
| Santiago               |        |
| Santiago Rodríguez     |        |
| Santo Domingo          |        |
| Valverde               |        |